# Sárvíz (vattendrag i Ungern)
Sárvíz är ett vattendrag i Ungern. Det ligger i den västra delen av landet, 170 km väster om huvudstaden Budapest.